# Філіп Сендс
Філіп Сендс (англ. Philippe Sands; нар. 17 жовтня 1960) — франко-британський юрист, адвокат-практик в адвокатській палаті Матрікс, директор Центру міжнародних судів і трибуналів, королівський радник, професор права. Брав участь в розгляді низки міждержавних спорів в рамках процедур Міжнародного суду ООН та Європейського суду з прав людини. Має львівське коріння.
Є автором 16 книг із міжнародного права. Його остання книжка «Східно-Західна вулиця. Повернення до Львова», опублікована 2016 року, була відзначена премією Бейлі Ґіффорд, якою нагороджують найкращі англійські книжки в жанрі літературної журналістики.

## Біографія
Народився 17 жовтня 1960 року в Лондоні у британсько-єврейській родині. Його дід Леон Бухгольц походить зі Львова. Батьки Леона, як і його брати і сестри, стали під час війни жертвами Голокосту. Леон — єдиний, хто залишився живим.
Після закінчення аспірантури в Кембриджському університеті, Сендс рік працював як запрошений вчений у Гарвардській школі права.
Від 1984 до 1988 року був науковим співробітником коледжу Сент-Катарінс у Кембриджі та Кембриджського наукового центру міжнародного права (зараз — Центр міжнародного права Лаутерпахта).
Викладав право в Університеті Лондона й Університетському коледжі Лондона. Сендс читає лекції з міжнародного публічного права, врегулювання міжнародних суперечок (в тому числі арбітражних), а також законодавства з охорони навколишнього середовища та природних ресурсів. Його досвід праці охоплює не лише практичну юриспруденцію, але й державне дорадництво, журналістську працю в газетах та для інформагентств BBC та CNN. Філіп Сендс неодноразово читав лекції в багатьох університетах світу, зокрема в Університеті Торонто, Мельбурна, у Сорбонні в Парижі.
У 2002 році став одним із засновників Matrix Chambers. У 2003 році був призначений радником королеви.
Протягом 2010—2014 років Філіп Сендс здійснив кілька візитів до Львова, під час яких взяв участь у низці публічних заходів у ЛНУ ім. Івана Франка, Українському католицькому університеті та Центрі міської історії. В рамках своєї наукової роботи він досліджує життєвий шлях та наукову спадщину видатних юристів-міжнародників, вихованців львівської правничої школи Рафала Лемкіна та Герша Лаутерпахта.
Сендс є автором книг «Lawless World: Making and Breaking Global Rules» («Беззаконний світ: створення та ламання глобальних правил») і «Torture Team: Rumsfeld's Memo and the Betrayal of American Values» («Команда тортур: спогади Рамсфелда і зрада американських цінностей»). Гучну славу здобула його книжка «Беззаконний світ», де Сендс звинуватив президента США Джорджа Буша-молодшого і британського прем'єра Тоні Блера у змові щодо нападу на Ірак всупереч міжнародному праву. У 2016 році вийшла книжка «Східно-Західна вулиця. Повернення до Львова».
Живе у Північному Лондоні. Має дружину і трьох дітей.

## Українські переклади
- Східно-Західна вулиця. Повернення до Львова / пер. з англ. Павла Мигаля. — Львів : Видавництво Старого Лева, 2017. — 652 с. — ISBN 978-617-679-440-0[7].
- Щурячий лаз. Кохання, брехня та справедливість на шляху втечі нацистського злочинця / пер. з англ. Павла Мигаля. —Львів: Видавництво Старого Лева, 2023. — 615 с. — ISBN 978-966-448-147-9 [8]